# Rosyjski Związek Ewangelicznych Chrześcijan Baptystów
Rosyjski Związek Ewangelicznych Chrześcijan Baptystów – związek wyznaniowy jednoczący lokalne kościoły (gminy) ewangelicznych chrześcijan baptystów na terytorium Federacji Rosyjskiej. Powstał w 1992 po rozpadzie ZSRR i likwidacji organizacji zrzeszającej różne kościoły ewangeliczne w ZSRR. Kościół obecnie liczy 71 991 ochrzczonych członków w 1664 zborach.

## Doktryna
Oficjalną doktryną Związku jest Wyznanie Wiary z 1985 roku.

## Statystyka
Obecnie Rosyjski Związek Ewangelicznych Chrześcijan Baptystów jest największą denominacją baptystyczną w Rosji.
Według statystyk opublikowanych podczas Rady Rosyjskiego Związku Ewangelicznych Chrześcijan Baptystów w marcu 2019 roku:
- liczba członków kościoła wyniosła: 71 991
- liczba kościołów w miastach i wsiach Rosji wyniosła: 1664